# Martin Munkácsi
 (avril 2024).
Martin Munkácsi (né le 18 mai 1896 à Kolozsvár (Cluj-Napoca) et mort le 13 juillet ou le 14 juillet 1963 à New York) est un photojournaliste et photographe de mode hongrois ayant opéré à Berlin de 1928 à 1934 puis à New York.
L'une de ses photographies, Enfants noirs au bord du lac Tanganika (1932), est à l'origine de la vocation d'Henri Cartier-Bresson.

## Biographie
Martin Munkácsi photographia des sportifs et danseurs en action, sortit la photographie de mode des studios et mit le médium statique de la photographie en mouvement. Il est considéré comme l'un des plus illustres pionniers du photojournalisme moderne. Il fut l'un des plus cotés à don époque.
Il eut comme grand ami Henri Cartier-Bresson. Il inspira les premières photographies de mode de Richard Avedon.
Il fut le photographe le mieux payé de son temps et tomba dans l'oubli. Les étapes de son succès se nommaient Budapest, Berlin et New York.  Mais le changement de médium et des goûts le firent pourtant tomber dans l'oubli.
De grands musées américains avaient refusé la donation des archives Munkácsi après son décès en 1963. Ses photos et négatifs ont été dispersés à travers le monde entier, une grande partie de sa succession est perdue.
Seules les archives Ullstein à Berlin et la collection F. C. Gundlach à Hambourg possèdent encore des liasses closes de son œuvre, provenant de ses phases de création hongroises, allemandes et américaines.

### Budapest
Ce jeune reporter, issu d’un milieu modeste, s’imposa en Hongrie principalement avec des reportages et photos d’événements sportifs. Son appareil en main, il fut par hasard le témoin d’une rixe mortelle. Cette série photographique innocenta l’accusé et fit connaître le photographe. Il s’était trouvé au bon endroit au bon moment.

### Berlin
Martin Munkácsi arriva à Berlin en 1928. Le marché de la presse était alors en plein essor, les journalistes entretenaient des contacts étroits avec la Hongrie. Laszlo Moholy-Nagy s’installa également à Berlin en 1928 ; en 1931, ce fut le tour de Ernö Friedmann qui par la suite prit le nom de Robert Capa.
Les photos de Munkácsi parurent dans des magazines de mode très en vue, comme Die Dame, Koralle, Uhu et Vu, ainsi que dans d’autres journaux allemands ou étrangers. Il travailla avant tout pour l’innovant Berliner Illustrirte Zeitung des éditions Ullstein, qui tirait à plus d'un million d’exemplaires. Munkácsi fournit de multiples titres, des reportages fascinants et des brillants essais photographiques. Leur structure formelle sert encore de modèle à l'heure actuelle. Il associa constamment l’exactitude journalistique et une grande ambition formelle et esthétique. Munkácsi est devenu un des représentants les plus exceptionnels du « nouveau regard » et tout simplement de la modernité en photographie.
Munkácsi ne se considérait pas comme un photographe spécialisé dans le sport et la mode, bien plus comme un « homme à tout faire ». Il photographia à Berlin tout autant les caves transformées en appartements pour pauvres que les nobles logements des célébrités. Il fixa la vie joviale au « Luna Bad Wannsee » (1931) ou le coup puissant du « Match de polo à Berlin Frohnau » (1929) et il fascina par des prises aériennes uniques d’une école de pilotage pour femmes des environs de Berlin.
Munkácsi voyagea pour le Berliner Illustrirte Zeitung en Turquie, en Sicile, en Égypte, se rendit à Londres et New York. En 1930, il ramena du Liberia, le premier État indépendant du continent africain, une photo qui fit sensation : Enfants jouant sur les rives du lac Tanganyika. Les vues de dos des enfants noirs, entre sable et embruns, impressionnèrent Henri Cartier-Bresson. « Ce fut cette photo qui provoqua l’étincelle en moi, qui déclencha le feu d’artifice. […] J’ai subitement compris que la photographie pouvait atteindre l’éternité par l’instant. C’est la seule photographie qui m’ait influencé. Il y a dans cette image une telle intensité, une telle joie de vivre, un tel miracle, qu’aujourd’hui encore elle me fascine », avouait le « maître de l’instantané » français en 1977. Munkácsi savait également saisir le bon moment avec son lourd reflex monoculaire 9 × 12.
Il pouvait appuyer en une seconde tout en prenant cependant le temps de réfléchir, « Think while you shoot ! » aimait-il à répéter. Munkácsi photographia des motocyclistes faisant gicler de la boue (1923) ou « Avec cent kilomètres » (1929), il fixa en image des avions comme des icônes de la technique et voyagea lui-même en zeppelin jusqu’en Amérique du Sud, toujours empreint de cadence et de dynamique. Outre le sport, et en premier lieu le football, il était fasciné par la danse. « Fred Astaire sur les pointes » (1936) semble être sur le point de s’élancer pendant que « Rosi Barsony, soubrette d’opérette, dans ses magnifiques danses grotesques » est déjà dans les airs (1933).
En contraste, les bottes des « Troupes de l’armée en marche » paraissent menaçantes. Le 21 mars 1933, il photographia la « Journée de Potsdam », date historique à laquelle le vieux président Paul von Hindenburg confia le pays à Adolf Hitler. Le « BIZ » ou Berliner Illustrirte Zeitung sortit une édition spéciale alors encore dirigée par Kurt Korff, rédacteur en chef juif. Deux mois plus tard, la maison d’édition était aryanisée.

### New York
En 1934, il accepta à New York le contrat que Carmel Snow, la célèbre rédactrice en chef du Harper's Bazaar, lui avait déjà proposé un an plus tôt avec 100 000 dollars à la clé.

#### Une star de la photographie avec des gages de star
C’est aux États-Unis qu’il devint définitivement une star. Il révolutionna la photographie de mode, faisant courir les modèles en tenues de bain le long de la plage — en hiver également — afin de présenter par exemple une cape flottante en un mouvement plein d’allant. Avec son parcours spectaculaire dans la mode, il a aussi influencé l’image de la femme métropolitaine, indépendante, dynamique et occidentale. Munkácsi publia avec beaucoup de succès dans Life et décrocha le contrat le plus lucratif de sa carrière avec le Ladies’ Home Journal pour une série intitulée « How America lives ». Entre 1940 et 1946, il réalisa 65 de ses 78 contributions sur la vie quotidienne des Américains de toutes couches sociales.
Il a atteint d’autres sommets de son art avec les portraits insolites de stars hollywoodiennes comme Jean Harlow, Katharine Hepburn, Leslie Howard, Jane Russell et Marlene Dietrich. Ultérieurement, il fit des photos pour la publicité et fut caméraman sur des films. Martin Munkácsi succomba à un infarctus dans un oubli presque total et dans la misère en 1963 à New York, alors qu’il assistait à un match de football.

## Matériel de prise de vue
Munkácsi utilisait une chambre reflex mono-objectif Adams Minex, en bois, de format 4 × 5 in, équipée d'un objectif Tessar.

## Œuvres
- Liberia, 1930, Howard Greenberg Gallery de New York.

## Expositions
- Think while you shoot, Paci Contemporary Gallery – Borgo Wuhrer, Brescia, Italie, du 30 novembre 2024 au 30 mars 2025 [1]